# NGC 431
NGC 431 ist eine linsenförmige Galaxie vom Hubble-Typ SB0 im Sternbild Andromeda am Nordsternhimmel. Sie ist schätzungsweise 263 Millionen Lichtjahre von der Milchstraße entfernt und hat einen Durchmesser von etwa 105.000 Lj.
Im selben Himmelsareal befinden sich u. a. die Galaxien NGC 443, IC 1636, IC 1638, IC 1648.
Das Objekt wurde am 22. November 1827 von dem britischen Astronomen John Herschel entdeckt.